# Gerhard Fichtner
Gerhard Fichtner (geboren 4. April 1932 in Pößneck; gestorben 4. Januar 2012 in Tübingen) war ein deutscher Arzt und Medizinhistoriker.

## Leben
Gerhard Fichtner besuchte bis 1950 die Thomasschule zu Leipzig. Er studierte Theologie (Staatsexamen) in Leipzig und anschließend Medizin in Heidelberg, Freiburg, Zürich, Basel und Kiel. Er wurde mit einer Arbeit über den Begriff Transplantatio 1968 bei dem Medizinhistoriker Walter Albert Leopold von Brunn (1914–1971) in Tübingen zum Dr. med. promoviert.
Fichtner war als Arzt an Krankenhäusern in Stuttgart und Vaihingen an der Enz tätig sowie als Assistent an den medizinhistorischen Instituten in Tübingen und Freiburg im Breisgau. Von 1970 bis 1998 war er Professor in Tübingen und Direktor des Instituts für Geschichte der Medizin (heute – seit 2001 – Institut für Ethik und Geschichte der Medizin) an der Eberhard Karls Universität Tübingen. Schwerpunkte seiner Forschungen und Veröffentlichungen war die Geschichte der Psychiatrie und der Psychoanalyse. Zuletzt arbeitete er an der Herausgabe der Brautbriefe von Sigmund Freud und Martha Bernays, deren erster Band 2011 erschien.
Für seine Beiträge zur Geschichte der Psychoanalyse erhielt er die Ehrenmitgliedschaft der Deutschen Psychoanalytischen Vereinigung (DPV). Er wurde mit der Sudhoff-Plakette der Deutschen Gesellschaft für Geschichte der Medizin, Naturwissenschaft und Technik ausgezeichnet.
Fichtner setzte sich für das Werk des schwäbischen Graphikers HAP Grieshaber ein. Zusammen mit der Nachlassverwalterin erstellte er nach Grieshabers Tod das zweibändige Werkverzeichnis. Von Anfang an (1986) gehörte er dem Rat der HAP Grieshaber Stiftung an, die den Preisträger des Jerg-Ratgeb-Preises bestimmt, und ebenfalls seit der Gründung (1987) dem HAP Grieshaber Freundeskreis, in dem er von 1999 bis 2007 den Vorsitz übernahm.
Fichtner war von 1998 bis 2006 Vizepräsident der Hölderlin-Gesellschaft. Er war verheiratet und hatte drei Kinder, darunter die Künstlerin Christiane Fichtner.

## Schriften (Auswahl)
- Transplantatio. Zur Geschichte eines Begriffs und einer Vorstellung in der Medizin. Teil I. Medizinische Dissertation Tübingen 1968.
- Das verpflanzte Mohrenbein. Zur Interpretation der Kosmas-und-Damian-Legende. In: Medizinhistorisches Journal. Band 3, 1968, S. 87–100; auch in: Gerhard Baader, Gundolf Keil (Hrsg.): Medizin im mittelalterlichen Abendland. Darmstadt 1982 (= Wege der Forschung. Band 363), S. 324–343.
- Corpus Galenicum. Verzeichnis der galenischen und pseudogalenischen Schriften. Tübingen 1985.
- Corpus Hippocraticum. Verzeichnis der hippokratischen und pseudohippokratischen Schriften. Tübingen 1985.
- Ingeborg Meyer-Palmedo, Gerhard Fichtner: Freud-Bibliographie mit Werkkonkordanz, S. Fischer Verlag, Frankfurt a/M 1989; 2., verbesserte und erweiterte Auflage 1999, ISBN 978-3-10-022811-6.
- als Hrsg.: Sigmund Freud, Ludwig Binswanger. Briefwechsel 1908–1938. S. Fischer, Frankfurt am Main 1992, ISBN 3-10-022809-X.
- mit Ilse Grubrich-Simitis und Albrecht Hirschmüller (Hrsg.): Die Brautbriefe. Band 1: Sei mein, wie ich mir’s denke. Juni 1882–Juli 1883. S. Fischer, Frankfurt am Main 2011, ISBN 978-3-10-022807-9; Band 2: Unser Roman in Fortsetzungen. ebenda 2013, ISBN 978-3-10-022812-3.
- Gerd Brinkhus, Gerhard Fichtner: Grieshaber und das Buch: Eine Ausstellung der Universitätsbibliothek zum 70. Geburtstag HAP Grieshabers, 25. Mai bis 14. Juli 1979. Universitätsbibliothek, Tübingen 1979.